# Haroldius kolaka
Haroldius kolaka là một loài bọ cánh cứng trong họ Bọ hung (Scarabaeidae).